# Красная Могила

Шахта вблизи станции

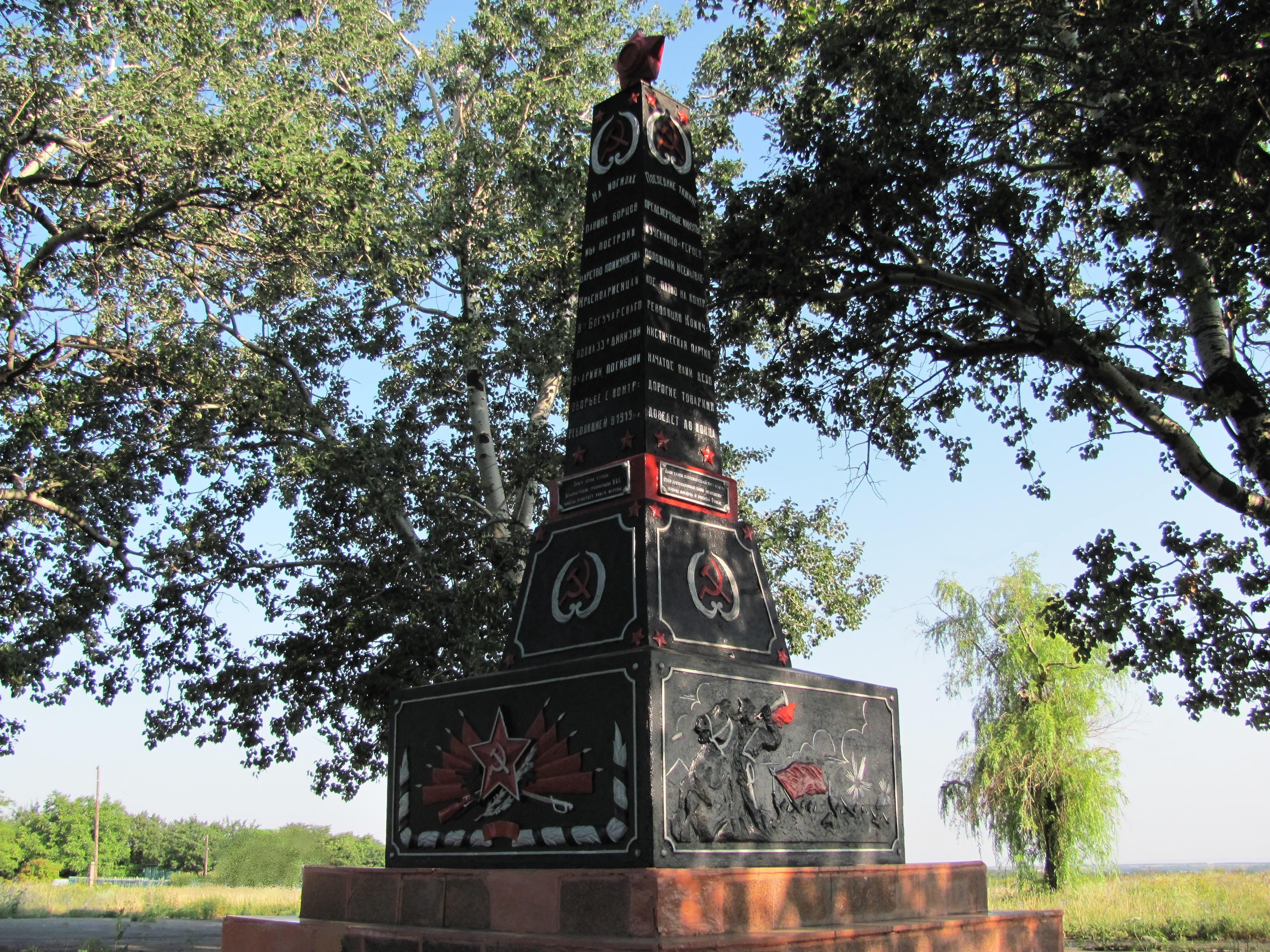
Обелиск "Красная Могила"

Кра́сная Моги́ла (укр. Червона Могила) — грузовая и пассажирская станция Донецкой железной дороги, расположенная в городе Червонопартизанске/Вознесеновке Луганской области  Украины.
В Красной Могиле находится пограничный пункт контроля для железнодорожного транспорта на линии Лихая — Гуково.

## История
Возле станции Провалье в декабре 1919 года произошло ожесточенное сражение 8-го Богучарского полка 33-й кавалерийской дивизии, прибывшего из Советской России на помощь донецкому пролетариату, с многократно превосходящими силами белогвардейского генерала Мамонтова. В этом бою, где богучарцы проявили беспримерное мужество и героизм, полегло 475 красноармейцев.
Постановлением Совета труда и обороны СССР от 28 апреля 1920 года «В ознаменование памяти 400 красноармейцев, жертв контрреволюции, похороненных на станции Провалье Екатерининской железной дорог» станция Провалье переименована в станцию Красная Могила.
7 ноября 1922 года, в пятую годовщину Великого Октября, здесь был открыт памятник погибшим воинам.

## Деятельность
На станции осуществляются:
- продажа пассажирских билетов;
- приём и выдача багажа;
- приём и выдача грузов повагонными и мелкими отправками (имеются подъездные пути).

## Дальнее следование по станции
| № поезда | Маршрут движения | № поезда | Маршрут движения |
| -------- | ---------------- | -------- | ---------------- |

## Пригородное сообщение по станции
Два раза в день ходят пригородные (до недавнего времени бывшие рабочими) поезда до станции Фащевка, в 7.10 и 19.10. В Россию пассажирского сообщения нет.